# رکوئیم (موتسارت)

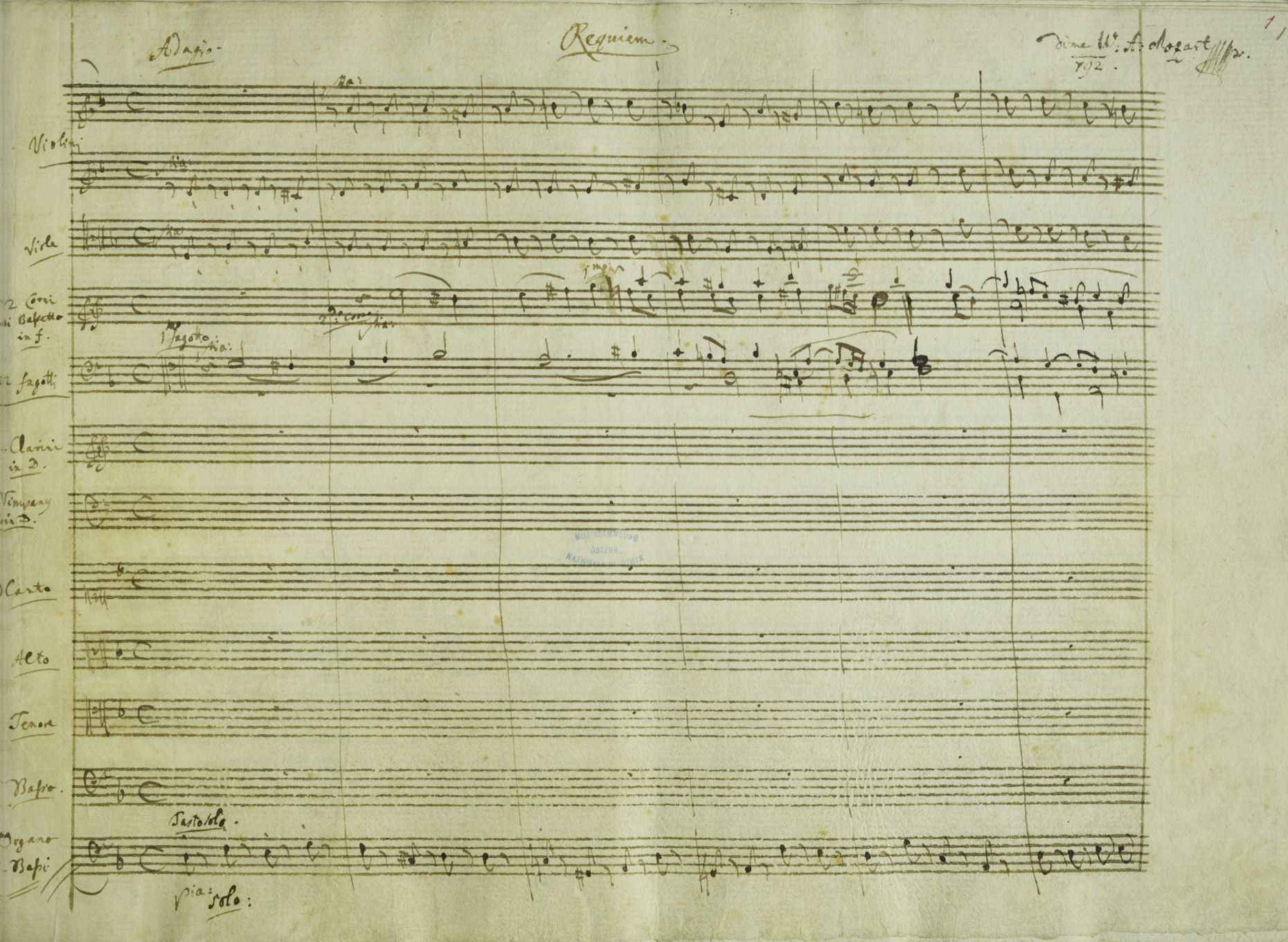
عنوان رکوئیم به خط موتسارت

ریکوئیم در دی مینور (به انگلیسی: Requiem Mass in D minor) (در فهرست کوشل: ک ۶۲۶)، اثری موسیقایی از موتسارت که در سال ۱۷۹۱ و در وین ساخته شد. این اثر، به خاطر مرگ وی در پنجم دسامبرِ آن سال، ناتمام ماند. نسخهٔ تکمیل‌شدهٔ آن توسط فرانتس زاور زوسمایر به سال ۱۷۹۲ به کُنت فرانک فون والسگ، کسی که به صورت ناشناس این مرثیه را به مناسبت ۱۴ فوریه، سالگرد مرگ همسرش، سفارش داده بود، تحویل داده شد. نسخهٔ خطیِ اثر نشان می‌دهد اتمام و سازبندی آغاز قطعه (سرود افتتاحیه) به دست موتسارت انجام شده‌است؛ چنان‌که طرح تفصیلیِ مناجات «کریه» و بخش «دییِس ایرائه» تا نُه میزان اول «لاکریموزا» و جمع‌آوری اعانه در عشای ربانی چنین است.
مشخص نیست که زوسمایر دقیقاً کدام قسمت‌های ناتمامِ اثر را تکمیل کرده‌است؛ زوسمایر بعدها ادعا کرد قسمت‌های «سانکتوس» و «آگنوس دئی» ازآنِ اوست. به احتمال فراوان، والسگ قصد داشت رکوئیم را اثرِ خودش بنامد؛ چنان‌که او برای انجام همین کار با آثار دیگر مشهور است. این قصدِ او با اجرای طرح منافع عمومی برای بیوهٔ موتسارت، کنستانتسه، نقش بر آب شد.
در نمایش‌نامهٔ مدرنِ آمادئوس، اثرِ پیتر شِیفِر، آمده‌است که پیام‌آور مرموزی موتسارت را مأمور می‌کند تا مرثیهٔ آمرزشی بنویسد؛ بدون این‌که برای این خواسته توضیحی دهد. موتسارت (در نمایش‌نامه) در نهایت به این باور می‌رسد که این قطعه، مرثیهٔ آمرزشی برای مراسم خاکسپاریِ خودِ اوست.
رکوئیم در دی مینور برای دو کُرباسِت در فا، دو فاگوت، دو ترومپت در رِ، سه ترومبون (آلتو، تنور و باس)، تیمپانی (دوطبله)، ویولن، ویولا و باسو کونتینو (ویولنسل، کنترباس و ارگ) تنظیم شده‌است. خوانندگان نیز شامل تک‌خوان‌ها به‌عنوان سوپرانو، کنترآلتو، تنور و باس به همراه گروه کر می‌شود.